# فلودزميزيرز وجستشوفسكي
فلودزميزيرز وجستشوفسكي (بالبولندية: Włodzimierz Wojciechowski)‏ هو لاعب كرة قدم بولندي في مركز الهجوم، ولد في 12 يناير 1948 في فولشتين ‏ في بولندا. شارك مع منتخب بولندا لكرة القدم. أما مع النوادي، فقد لعب مع لخ بوزنان.

## وصلات خارجية
- فلودزميزيرز وجستشوفسكي على موقع قاعدة بيانات كرة القدم.إي يو (الإنجليزية)
- فلودزميزيرز وجستشوفسكي على موقع ناشيونال فوتبول تيمز (الإنجليزية)